# Басінув (Вишковський повіт)
Басінув (пол. Basinów) — село в Польщі, у гміні Забродзе Вишковського повіту Мазовецького воєводства.
Населення — 134 особи (2011).
У 1975-1998 роках село належало до Остроленцького воєводства.

## Демографія
Демографічна структура станом на 31 березня 2011 року:
|          | Загалом | Допрацездатний вік | Працездатний вік | Постпрацездатний вік |
| -------- | ------- | ------------------ | ---------------- | -------------------- |
| Чоловіки | 63      | 12                 | 36               | 15                   |
| Жінки    | 71      | 15                 | 36               | 20                   |
| Разом    | 134     | 27                 | 72               | 35                   |